# Матриксная металлопротеиназа 15
Матриксная металлопротеиназа 15 (англ. matrix metallopeptidase 15, MMP15) — мембранная эндопептидаза подсемейства матриксных металлопротеиназ, кодируется геном человека MMP15.

## Функция
MMP15 расщепляет различные компоненты внеклеточного матрикса, активирует прожелатиназу A.

## Структура
Синтезированный белок состоит из 669 аминокислот. После отщепления сигнального пептида и пропептида эндопептидазой фурином зрелый белок включает 538 аминокислот. Состоит из N-концевого внеклеточного участка (494 аминокислоты), единственного трансмембранного фрагмента и короткого (23 аминокислоты) цитозольного участка. Внеклеточный участок включает 4 гемопексин-подобных доменов, цистеиновый переключатель, 4 участка связывания цинка и каталитический центр.

## Тканевая специфичность
MMP15 экспрессируется преимущественно в печени, плаценте, яичках, толстом кишечнике и тонком кишечнике. Кроме этого, существенный уровень MMP15 наблюдается в поджелудочной железе, почках, лёгких, сердце и скелетных мышцах.